# المساواة الآن
المساواة الآن هي منظمة غير حكومية تأسست في عام 1992؛ تهدف إلى العمل من أجل حماية وتعزيز حقوق الإنسان للنساء والفتيات في جميع أنحاء العالم. تُوفّر المجموعة الإطار الدولي لنشر الوعي بقضايا المرأة وتقديم الدعم للجماعات المحلية على مستوى القاعدة والعمل على معالجة القضايا وتعبئة العمل الدولي لدعم الجهود الرامية إلى وقف هذه الانتهاكات وإيجاد عالم أكثر أمنا للنساء والفتيات. قوائم اهتمامات المنظمة الأولية تتركز على الاغتصاب، العنف المنزلي، الحقوق الإنجابية، الاتجار بالمرأة، ختان الإناث (تشويه الأعضاء التناسلية الأنثوية) وتكافؤ فرص حصول المرأة على الفرص الاقتصادية والمشاركة السياسية.

## التاريخ
تراءى لكل من نويورث وبيلاي وغاراعي إنشاء منظمة تعمل على نحو وثيق مع المنظمات النسائية الشعبية في كل منطقة من مناطق العالم، وتتبادل وتتلقى المعلومات حيال وضع المرأة والانتهاكات التي تعترض حقوقها، وتحريك احتجاج عام ردًا على ذلك. فور افتتاح أول مكتب لها في نيويورك، بدأت منظمة «المساواة الآن» تحديد الجماعات التي يتماشى عملها مع مهمتها، والنظر في كيفية دعم وتعزيز الأنشطة تتخذها تلك الجماعات بالفعل.
ساعدت منظمة المساواة الآن على خلق وعي عام بشأن حقوق المرأة بوصفها جزءًا من حقوق الإنسان، وعلى تحويل الاهتمام إلى عمل بنّاء من خلال شبكة العمل من أجل المرأة، وهي تحالف لمنظمات تعمل على تحقيق أهداف مشتركة. تلقى الداعمون المنضمون إلى الشبكة بيانات موجزة عن الحملة، والحث على اتخاذ إجراءات ضد انتهاكات حقوق الإنسان التي تطال النساء والفتيات، وذلك بكتابة رسائل احتجاج مباشرة إلى المسؤولين الحكوميين، وتبادل المعلومات عن هذه الانتهاكات داخل مجتمعاتهم، واتخاذ خطوات أخرى تدعم النضال في سبيل إنهاء العنف والتمييز ضد المرأة.
أيضًا، أمل المؤسسون في تعزيز وجود المنظمة حول العالم من خلال إنشاء مكاتب لها في مناطق مختلفة. أعربوا عن أملهم في أن يؤدي ذلك إلى إقامة علاقات أقوى مع الجماعات المحلية والشبكات الإقليمية، ما يتيح معرفة أكثر الإجراءات فعالية التي يتعين اتخاذها لإنهاء العنف والتمييز ضد النساء والفتيات في مجتمعاتهن المحلية. افتتحت منظمة المساواة الآن مكتبها الإقليمي لأفريقيا في نيروبي، كينيا، عام 2000. تبع ذلك مكتب في لندن في عام 2004، وافتتحت المنظمة مكتبها الرابع في بيروت في عام 2019. تملك المنظمة أيضًا مكاتب في عمان والأردن وتبليسي وجورجيا ودلهي والهند وواشنطن.

## الرؤية والمهمة
تتمثل رؤية منظمة المساواة الآن في «عالم تتمتع فيه المرأة والرجل بحقوق متساوية بموجب القانون، وتمتعهما الكامل بحقوق الإنسان الخاصة بهما».
تتمثل مهمتهم في «تحقيق تغيير قانوني ومنهجي يعالج مسألة العنف والتمييز ضد النساء والفتيات في جميع أنحاء العالم».

## نطاق العمل
تعمل منظمة المساواة الآن على تحقيق مهمتها المتمثلة في إنهاء العنف والتمييز ضد النساء والفتيات في جميع أنحاء العالم ضمن أربعة مجالات رئيسية: العنف الجنسي، والممارسات المؤذية، والاستغلال الجنسي، والتمييز أمام القانون.

### العنف الجنسي
يرتكب العنف الجنسي ضد الفتيات والنساء من جميع الأعمار وجميع الخلفيات في جميع أنحاء العالم. إن عدم المساواة المنهجي والهيكلي يجعل النساء والفتيات معرضات بشكل خاص للعنف الجنسي. لدى العديد من البلدان قوانين تمييزية حيال العنف الجنسي، وتتضمن:
- حكم قانوني في بوليفيا يفرض عقوبات أقل على مرتكبي الجرائم الذين يتراوح عمر ضحاياهم بين 14 و18 عامًا.[5]
- قوانين «زواج المغتصب» التي تعفي المغتصب من العقاب إذا تزوج من ضحيته، كما في العراق.
- الإعفاء من جريمة الاغتصاب في إطار الزواج، ما يترك المرأة دون إمكانية اللجوء إلى القضاء في حال اغتصبها زوجها، كما في الهند.[6]

وتعمل منظمة المساواة الآن على إنهاء هذا النوع من العنف من خلال الدعوة إلى وضع قوانين وممارسات قوية تتماشى مع المعايير الدولية، بما في ذلك التنفيذ غير التمييزي، فضلًا عن تشكيل نظم قانونية تدعم الناجين وتمنع التعرض للأذى مجددًا.

### الممارسات المؤذية
تشتمل الممارسات المؤذية على مجموعة من أعمال العنف أو حالات التمييز الشعائري التي ترتكب أساسًا ضد النساء والفتيات، والتي أصبحت تأخذ طابعًا عرفيًا. من بين الممارسات الضارة التي تعمل منظمة المساواة الآن من أجل إنهائها: زواج الأطفال وختان الإناث.

## وصلة خارجية
- موقع المساواة الآن